# إدوين بروكس
إدوين بروكس (بالإنجليزية: Edwin Brooks)‏ هو سياسي بريطاني، ولد في 1 ديسمبر 1929. حزبياً، نشط في حزب العمال. في الانتخابات العامة في المملكة المتحدة 1966 ‏، انتخب عضو البرلمان الرابع والأربعون للمملكة المتحدة عن دائرة Bebington (UK Parliament constituency) ‏ (31 مارس 1966 – 29 مايو 1970).